# Liberman Agámez
Liberman Agámez (Apartadó, Antioquia, 15 de febrero de 1985) es un voleibolista colombiano que actualmente juega en el club Al-Ittihad Jeddah de Arabia Saudita. Ha jugado en equipos de Grecia, Corea del Sur, Irán y Portugal. Desde 2005 ha sido internacional con la selección de su país.

## Trayectoria

### Selección nacional
Agámez disputó el torneo de voleibol masculino de los Juegos Bolivarianos de 2005 en Colombia, donde los locales obtuvieron una medalla de plata al caer en la final ante Venezuela.
En 2006 participó del Torneo Sudamericano de Clasificación al Campeonato Mundial de Voleibol Masculino de 2006.
Disputó el torneo de voleibol masculino de los Juegos Centroamericanos y del Caribe de 2018 en Colombia, donde los locales obtuvieron una medalla de plata al caer en la final ante Puerto Rico.
Jugó el Preolímpico Sudamericano de Voleibol Masculino 2020 y, unos meses después, también el Campeonato Sudamericano de Voleibol Masculino de 2021.

### Clubes
| Club               | País                   | Año           |
| ------------------ | ---------------------- | ------------- |
| Valle del Cauca    | Colombia               | 2001-2004     |
| AE Nikaia          | Grecia                 | 2004-2005     |
| Pagrati Atenas     | Grecia                 | 2005-2006     |
| Panathinaikos      | Grecia                 | 2006-2010     |
| Arkas Spor         | Turquía                | 2010-2013     |
| Cheonan Skywalkers | Corea del Sur          | 2013-2014     |
| Galatasaray        | Turquía                | 2015-2016     |
| Olympiakos         | Grecia                 | 2016-2017     |
| Paykan Teherán VC  | Irán                   | 2017          |
| Sporting Lisboa    | Portugal               | 2018          |
| Woori Card Wibee   | Corea del Sur          | 2018–2019     |
| Guangdong Shenzeng | China                  | 2019          |
| Al-Seeb            | Omán                   | 2020          |
| Al Ain             | Emiratos Árabes Unidos | 2020          |
| Hatta              | Emiratos Árabes Unidos | 2020-2021     |
| Shabab Al-Ahli     | Emiratos Árabes Unidos | 2021–2022     |
| Woori Card Wibee   | Corea del Sur          | 2022–2023     |
| Al-Ittihad Jeddah  | Arabia Saudita         | 2023–presente |